# Tololansaari
Tololansaari är en ö i Finland. Den ligger i sjön Pieni-Virmas och i kommunen Jorois i den ekonomiska regionen  Pieksämäki ekonomiska region  och landskapet Södra Savolax, i den södra delen av landet, 250 km nordost om huvudstaden Helsingfors. Öns area är 3 hektar och dess största längd är 480 meter i sydöst-nordvästlig riktning.